# Acanthoctenus obauratus
Acanthoctenus obauratus là một loài nhện trong họ Ctenidae.
Loài này thuộc chi Acanthoctenus. Acanthoctenus obauratus được Eugène Simon miêu tả năm 1906.